# Wen man liebt
Wen man liebt ist ein schwedisches Filmdrama aus dem Jahr 2007.

## Handlung
Lena war in erster Ehe mit Hannes verheiratet, der sie brutal schlug und misshandelte. Nach einer schmerzhaften Trennung ist sie nun in zweiter Ehe mit dem vernünftigen, gutmütigen und bodenständigen Fischhändler Alf verheiratet. Hannes wird nach einer Anti-Gewalt-Therapie aus dem Gefängnis entlassen und muss nun mit der belastenden Gewissheit leben, wie sehr er seiner Ex-Frau schadete und welche Demütigungen sie durch ihn erlitten hat. Er beschließt, ihr fernzubleiben. Aber eine zufällige Begegnung der beiden führt dazu, dass sich Lena wieder in Hannes verliebt. Obwohl sie weiß, welchen Schaden sie damit anrichtet, verhält sie sich entgegen der eigenen Vernunft und den Ratschlägen ihrer Freunde und trifft sich wieder mit dem Mann, der ihr in der Vergangenheit so viel Leid zugefügt hat. Ihr Mann Alf muss hilflos miterleben, wie er die Liebe seines Lebens verliert.

## Kritik
„Sensibel inszeniertes Drama, das die düsteren Seiten der Liebe thematisiert, Abhängigkeiten in Beziehungen, die von Gewalt geprägt sind. Hervorragende Darsteller setzen das eindringliche Buch glaubhaft um und machen das Gefühlswirrwarr aller Beteiligten nachvollziehbar.“

„Der schwedische Regisseur Åke Sandgren drehte diese stark inszenierte Beziehungsgeschichte mit durchgehend gut aufgelegten Darstellern.“

## Hintergrund
Bei der Verleihung des schwedischen Filmpreises Guldbagge wurde Sofia Ledarp als Beste Hauptdarstellerin ausgezeichnet und Jonas Karlsson als Bester Hauptdarsteller nominiert. Beim Copenhagen International Film Festival wurde der Film 2007 mit dem Goldenen Schwan für das Beste Drehbuch und die Beste Hauptdarstellerin ausgezeichnet.
Der Film hatte seine Weltpremiere am 10. September 2007 während des Toronto International Film Festival 2007. Am 28. April 2007 lief er in den schwedischen Kinos an. In Deutschland wurde er zum ersten Mal am 1. November 2008 im NDR ausgestrahlt.